# 吻頰

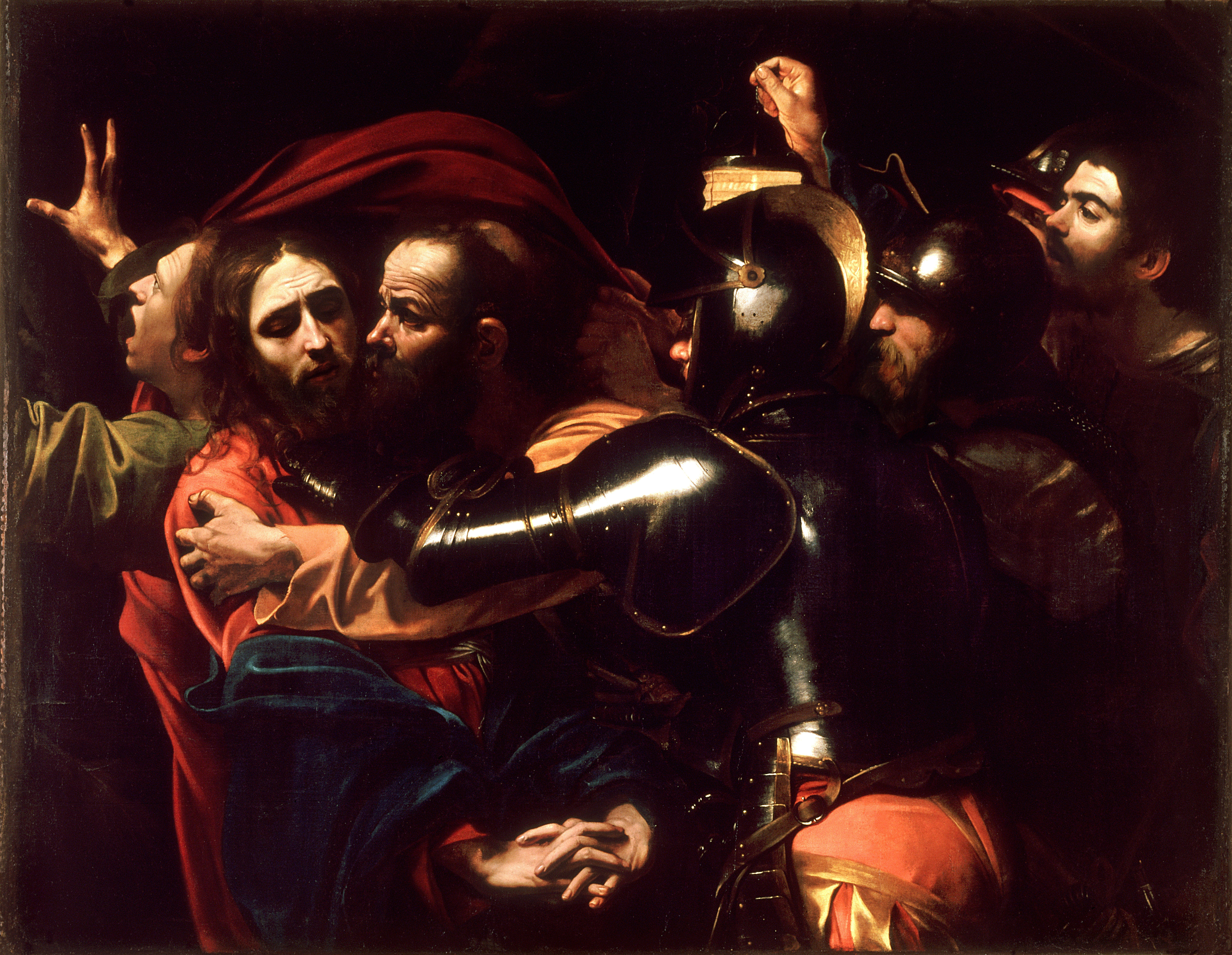
猶大親吻耶稣的臉頰，1602年卡拉瓦乔繪

吻頰指親吻臉頰，是一種用來向對方表示问候、祝贺、安慰的親吻動作，吻頰是社交禮儀的一部分。在中东、地中海地区、南欧、中欧、东欧、低地国家、非洲之角、中美洲和南美洲，吻頰這一社交禮儀非常普遍。